# A' Katīgoria 1963-1964
La A' Katīgoria 1963-1964 fu sospesa a causa della difficile situazione politica sull'isola.

## Stagione

### Novità
Il numero di squadre scese ad undici: infatti, la retrocessa Orpheas Nicosia non fu sostituita da alcuna squadra.

### Formula
Il campionato era formato da undici squadre; furono assegnati tre punti in caso di vittoria, due in caso di pareggio e uno in caso di sconfitta.
Le squadre si sarebbero dovuti incontrare in gironi di andata e ritorno per un totale di venti turni per squadra; in caso di arrivo in parità prevaleva il quoziente reti.

## Squadre partecipanti
| Club                | Città     | Stadio             | Stagione precedente |
| ------------------- | --------- | ------------------ | ------------------- |
| AEL Limassol        | Limassol  | Stadio GSO         | 13º in A' Katīgoria |
| Alkī Larnaca        | Larnaca   | Vecchio Stadio GSZ | 11º in A' Katīgoria |
| Anorthōsis          | Famagosta | Stadio GSE         | 1º in A' Katīgoria  |
| APOEL               | Nicosia   | Vecchio Stadio GSP | 2º in A' Katīgoria  |
| Apollōn Limassol    | Limassol  | Stadio GSO         | 9º in A' Katīgoria  |
| Arīs Limassol       | Limassol  | Stadio GSO         | 8º in A' Katīgoria  |
| EPA Larnaca         | Larnaca   | Vecchio Stadio GSZ | 7º in A' Katīgoria  |
| Nea Salamis         | Famagosta | Stadio GSE         | 4º in A' Katīgoria  |
| Olympiakos Nicosia  | Nicosia   | Vecchio Stadio GSP | 5º in A' Katīgoria  |
| Omonia              | Nicosia   | Vecchio Stadio GSP | 3º in A' Katīgoria  |
| Pezoporikos Larnaca | Larnaca   | Vecchio Stadio GSZ | 6º in A' Katīgoria  |

## Classifica
Questa era la classifica al momento della sospensione del campionato:
|  | Pos. | Squadra             | Pt | G | V | N | P | GF | GS | DR  |
|  | ---- | ------------------- | -- | - | - | - | - | -- | -- | --- |
|  | 1.   | Omonia              | 18 | 6 | 6 | 0 | 0 | 13 | 2  | +11 |
|  | 2.   | APOEL               | 18 | 7 | 5 | 1 | 1 | 18 | 7  | +11 |
|  | 3.   | Nea Salamis         | 17 | 7 | 4 | 2 | 1 | 16 | 10 | +6  |
|  | 4.   | Apollōn Limassol    | 17 | 8 | 3 | 3 | 2 | 6  | 7  | -1  |
|  | 5.   | Anorthōsis          | 14 | 7 | 3 | 1 | 3 | 7  | 10 | -3  |
|  | 6.   | Olympiakos Nicosia  | 13 | 7 | 1 | 4 | 2 | 13 | 12 | +1  |
|  | 7.   | EPA Larnaca         | 13 | 7 | 3 | 0 | 4 | 7  | 13 | -6  |
|  | 8.   | AEL Limassol        | 12 | 7 | 2 | 1 | 4 | 11 | 13 | -2  |
|  | 9.   | Pezoporikos Larnaca | 10 | 6 | 1 | 2 | 3 | 10 | 14 | -4  |
|  | 10.  | Alkī Larnaca        | 10 | 7 | 1 | 1 | 5 | 13 | 18 | -5  |
|  | 11.  | Arīs Limassol       | 10 | 7 | 1 | 1 | 5 | 2  | 10 | -8  |